# ツール・ド・フランス1910
ツール・ド・フランス1910は、ツール・ド・フランスとしては8回目の大会。1910年7月3日から7月31日まで、全15ステージ、全行程4737kmで行われた。

## 総合成績
| 順位 | 選手名                     | 国籍           | ポイント |
| ---- | -------------------------- | -------------- | -------- |
| 1    | オクタヴ・ラピーズ         | フランス       | 63       |
| 2    | フランソワ・ファベール     | ルクセンブルク | 67       |
| 3    | ギュスタヴ・ガリグー       | フランス       | 86       |
| 4    | シリル・ファンハウワールト | ベルギー       | 97       |
| 5    | シャルル・クリュション     | ベルギー       | 119      |
| 6    | シャルル・クリュプランド   | フランス       | 148      |
| 7    | エルネス・ポール           | フランス       | 154      |
| 8    | アンドレ・ブレス           | ベルギー       | 166      |
| 9    | ジュリアン・メトロン       | フランス       | 171      |
| 10   | アルド・ベッティーニ       | イタリア       | 175      |

### 総合首位者
| 選手名                   | 国籍           | 首位区間  |
| ------------------------ | -------------- | --------- |
| シャルル・クリュプランド | フランス       | 第1       |
| フランソワ・ファベール   | ルクセンブルク | 第2-第12  |
| オクタヴ・ラピーズ       | フランス       | 第13-最終 |